# Rancho (finca)

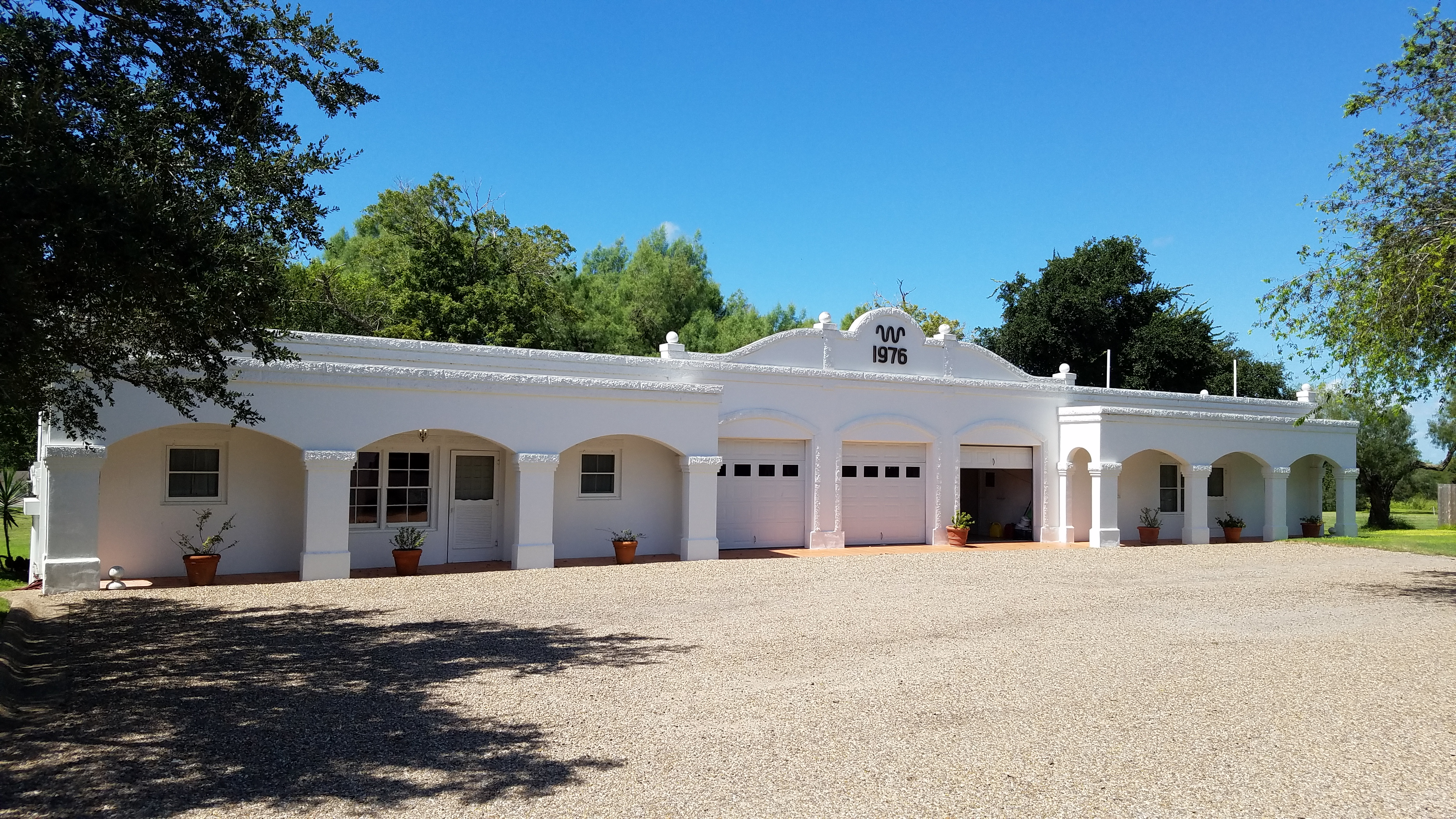
Rancho King (1853) en Texas, EE. UU. Inscrito en el Registro Nacional de Lugares Históricos, se trata del mayor rancho de EE. UU.

Un rancho es una propiedad rural donde suele haber una vivienda y a su alrededor, campos para la ganadería. La palabra se aplica con mayor frecuencia a la crianza de ganado en México, el oeste de Estados Unidos y Canadá, aunque hay ranchos en otras áreas.

Los ranchos generalmente consisten en grandes áreas, pero pueden ser de casi cualquier tamaño. En el oeste de los Estados Unidos, muchas son una combinación de tierras privadas complementadas por arrendamientos de tierras de pastoreo bajo el control de la Oficina de Administración de Tierras o el Servicio Forestal de los Estados Unidos. Si el rancho incluye tierra cultivable o irrigada, la finca también puede dedicarse a una cantidad limitada de tierras de cultivo, con cultivos para alimentar a los animales.

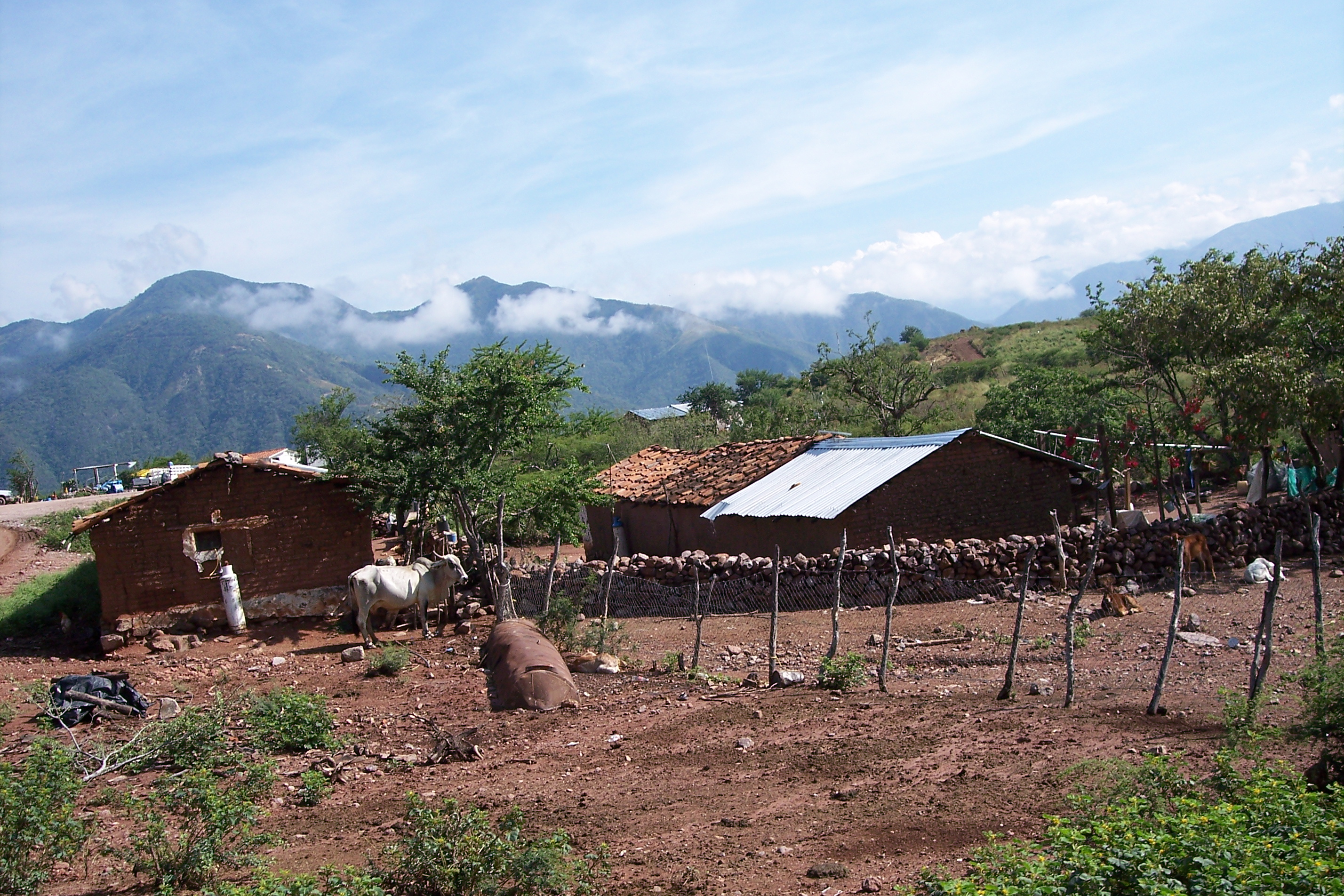
Un rancho en Jalisco, México.

Los ranchos que atienden exclusivamente a turistas se denominan ranchos de huéspedes. La mayoría de los ranchos de trabajo no sirven a los huéspedes, aunque pueden permitir que cazadores particulares entren a sus propiedades para cazar animales silvestres nativos. Sin embargo, en los últimos años, algunas operaciones de menor envergadura han agregado algunas características del rancho, tales como paseos a caballo, pastoreo o caza guiada, en un intento por generar ingresos adicionales. La ganadería forma parte de la iconografía del Salvaje Oeste, como se ve en las películas y rodeos occidentales.